# Gaetano Parenti
Gaetano Parenti (1792 – 1866) è stato un politico italiano.
Fu deputato del Regno d'Italia nella VIII legislatura. Fu inoltre Presidente del Consiglio provinciale di Modena nel 1860 e sindaco di Modena per quattro anni dal 1860 al 1863.